# صفا

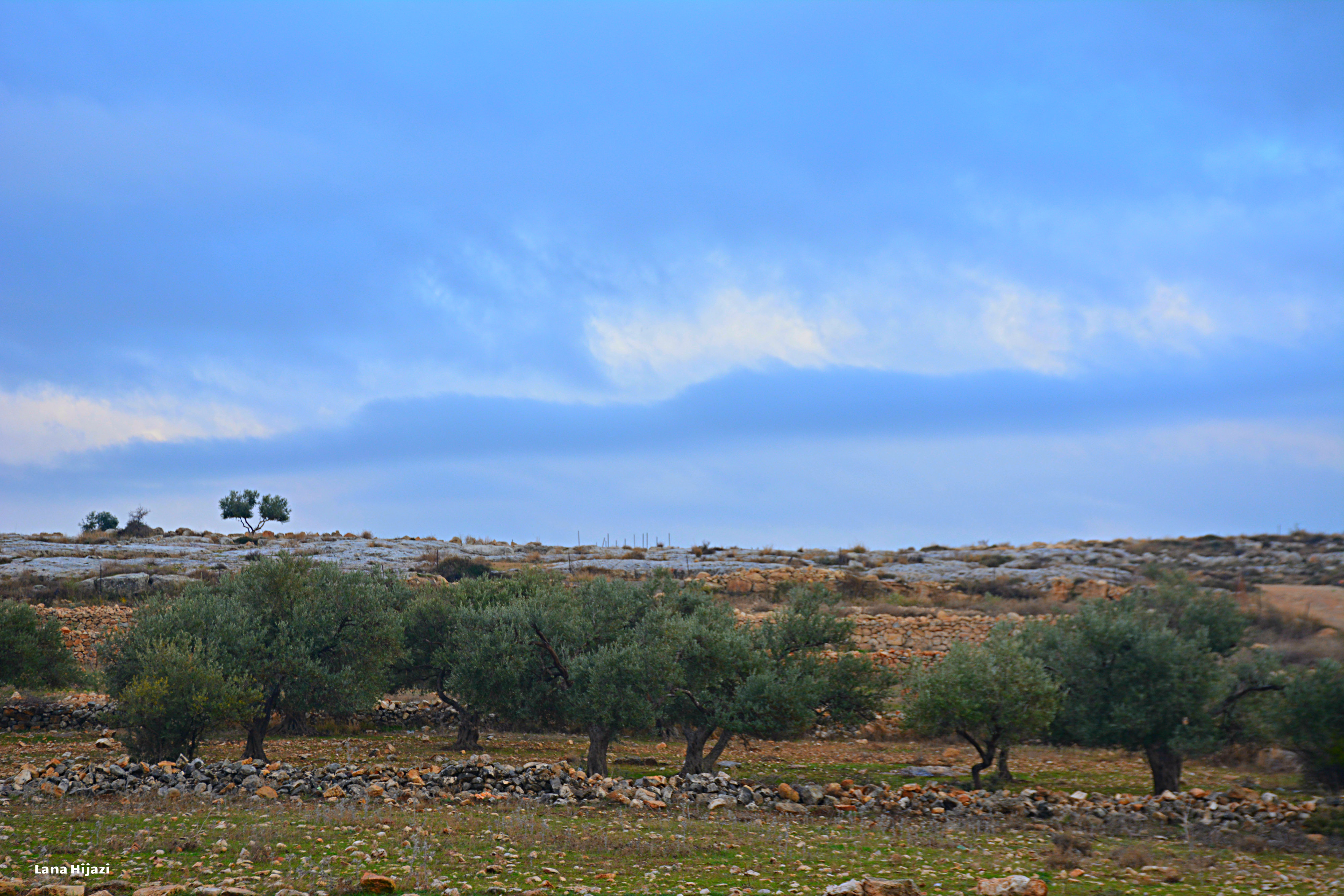

صَّفا هي قرية فلسطينية تقع في الضفة الغربية من أراض السلطة الفلسطينية. وتتبع محافظة رام الله والبيرة وقعت تحت الاحتلال الإسرائيلي في حرب 1967.وهي إحدى قرى غرب رام الله التي تبعد عنها 18 كم، وترتفع عن سطح البحر 530م، ويزرع فيها الزيتون بمساحات واسعة والخروب والتين وبعض اشجار الفواكه، ويحيط بالقرية العديد من الخرب التي تضم مواقع أثرية: خربة اللوز، وخربة بن عواد، وخربة لوط، ويحيط بأراضيها قُرى بلعين، وبيت عور التحتا، ونعلين، وبيت سيرا، وكفر نعمة، يرجع اسم القرية إلى كلمة صوفانا السريانية وتعني التصفية أو التنقية، وتتمتع القرية بمستوى عالي من التعليم والصحة والثقافة على مستوى قرى رام الله.

## سكان القرية
تبلغ مساحة الأراضي العمرانية حوالي 680 دونم، ويبلغ اجمال اراضيها 9600 دونم، وقدر عدد سكانها عام 1922 حوالي (495) نسمة، وفي عام 1945 حوالي (790) نسمة، وفي عام 1996 حوالي (2115) نسمة، ارتفع هذا العدد ليصل عام 1987م حوالي 2140 نسمة.

## ممارسات الاحتلال
حاول اليهود عام 1948 الاستيلاء عليها لاهميتها لانها تقع على طريق رام الله – اللطرون ولكنهم لم ينجحوا بالاستيلاء عليها، وبقيت تحت سيطرة اهلها ليكون اسمها الحالي صفا، لكن على الرغم من ذلك بقيت تتعرض للهجوم وسلب الأراضي من قبل الاحتلال من اجل بناء جدار الفصل العنصري الذي كان سبباً بالاستيلاء على الكثير من اراضيها وحرمان اصحابها منها، وتم الأستيلاء على الأراضي بمساحة (1181) مترا من أراضي القرية لأغراض عسكرية.

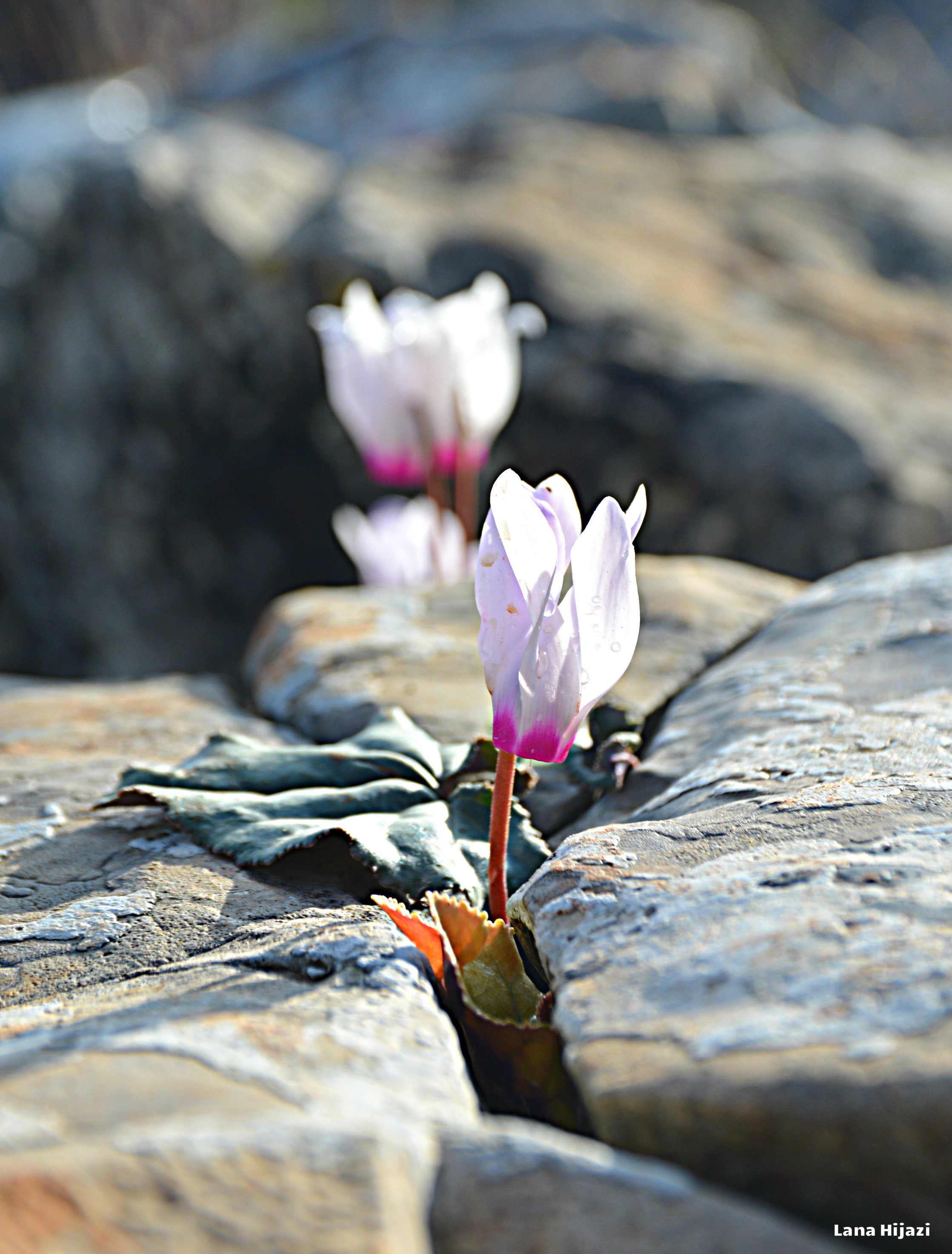

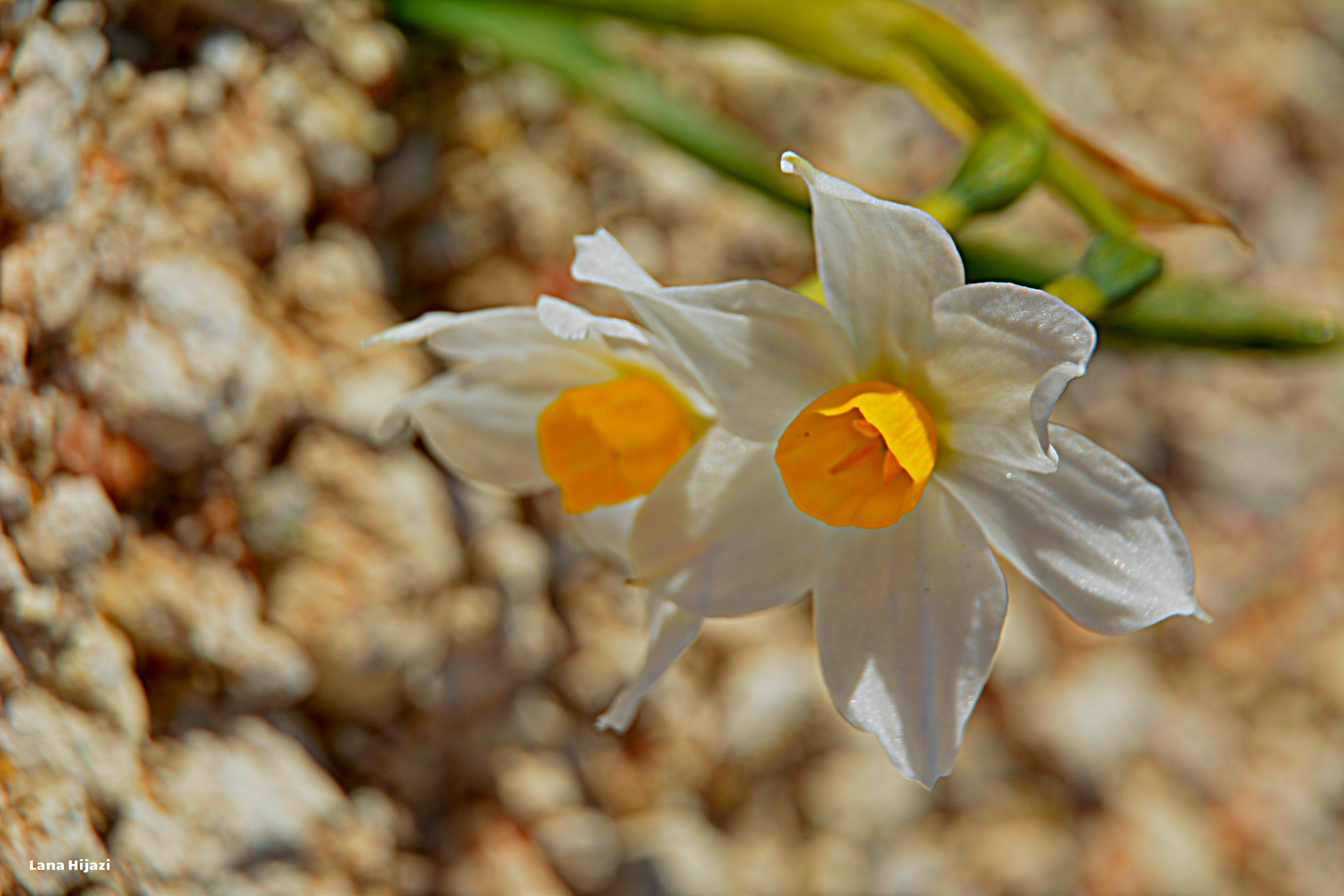